# Använd aldrig arsenik
Använd aldrig arsenik är en kriminalroman av Maria Lang (pseudonym för Dagmar Lange), utgiven första gången 1984 på bokförlaget Norstedts. Romanen har översatts till danska, norska och finska.